# Lichenologia

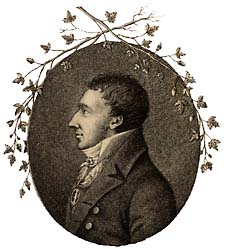
Erik Acharius

La lichenologia è una branca della micologia che studia i licheni, organismi simbionti composti da un'associazione simbiotica tra un'alga microscopica (o un cianobatterio) e un  fungo.
La tassonomia dei licheni fu studiata approfonditamente dal botanico svedese, allievo di Carlo Linneo, Erik Acharius (1757-1819), che per questo spesso è ritenuto il "padre della Lichenologia".
Alcune delle sue opere più importanti, che hanno segnato l'inizio della lichenologia come disciplina, sono le seguenti:
- Lichenographiae Suecia Prodromus (1798)
- Methodus lichenum (1803)
- Lichenographia universalis (1810)
- Sinossi Methodica lichenum (1814)

Tra i lichenologi italiani si segnalano Maria Cengia Sambo, Giuseppe Gibelli, Abramo Bartolommeo Massalongo e Camillo Sbarbaro.